# ГАЗ-21 (1936)
ГАЗ-21 — советский экспериментальный автомобиль повышенной проходимости. В массовое производство не пошёл, хотя было изготовлено около ста машин.
Не имеет отношения к намного более поздней «Волге» ГАЗ-21.

## История

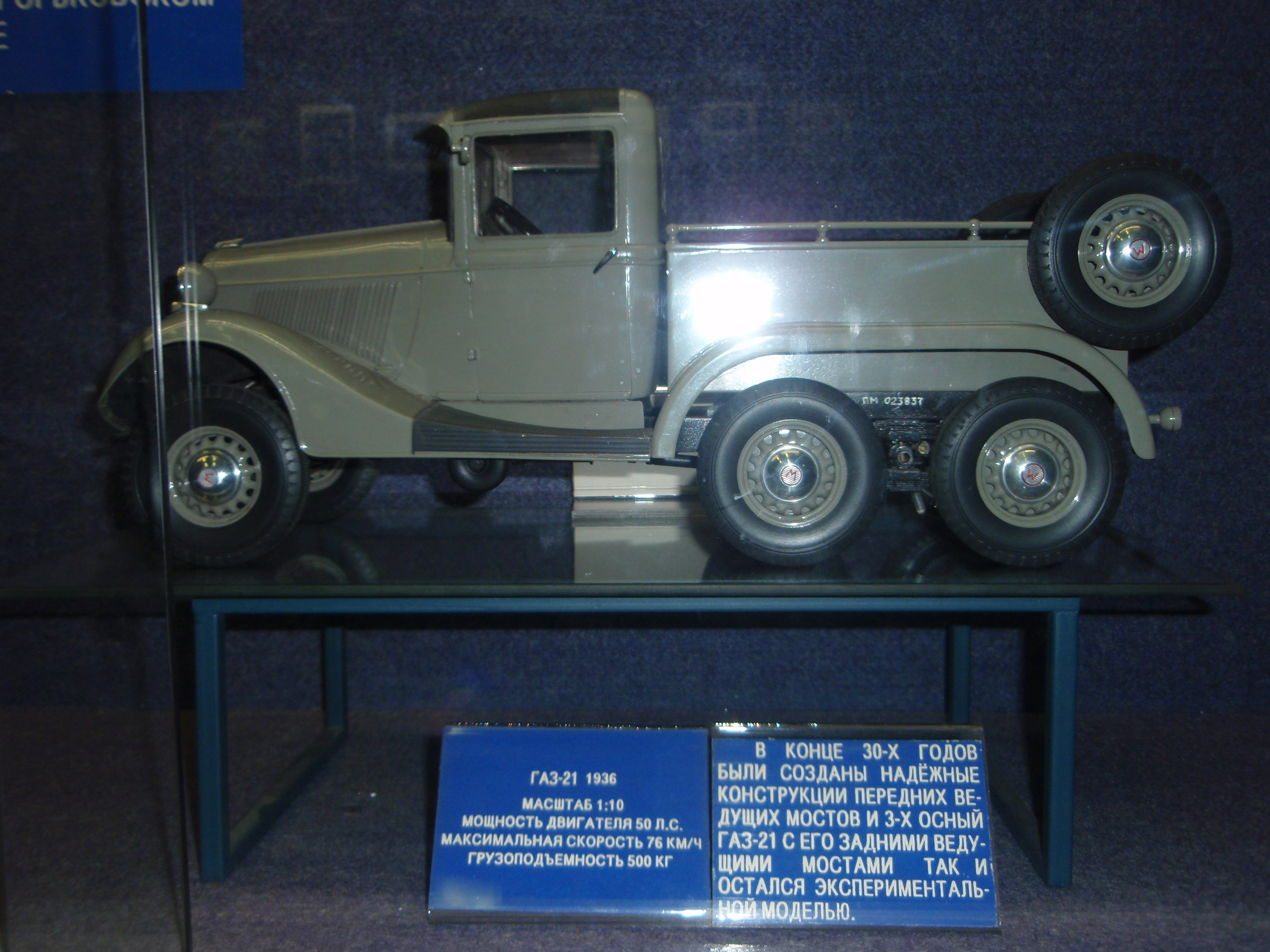
ГАЗ-21 1936 года, модель. Государственный Политехнический музей.

В 1936 году под руководством инженера-конструктора Виталия Андреевича Грачёва был собран опытный автомобиль повышенной проходимости под обозначением ГАЗ-21. Это был пикап (позднее появились седан и «тёщино место», последний — под обозначением ГАЗ-25) с высокими бортами и тремя мостами, из которых ведущими были два задних (формула 6×4). Кабина, сцепление и коробка передач были позаимствованы у ГАЗ-АА, передняя часть автомобиля, включая двигатель и мост, взята у М-1. Рама была специально разработана. Между передним мостом и задней тележкой были установлены подпорные катки (такие же впоследствии применены на БРДМ-1).
Испытания показали достаточно высокие ходовые качества ГАЗ-21. «Грузовая» четырёхступенчатая МКПП позволила вдвое расширить силовой диапазон трансмиссии автомобиля по сравнению с «Эмкой», благодаря чему, в сочетании с меньшим в полтора раза удельном давлением на грунт, были обеспечены грузоподъёмность в 950 кг и высокая проходимость (чему также способствовал высокий дорожный просвет — 220 мм).
Между тем, автомобиль имел и существенные недостатки — сложность трансмиссии, громоздкость, избыточная масса, меньшая надёжность. Конструкторы ГАЗ впоследствии сумели доказать военным бесперспективность трёхосной схемы, вместо использования которой в серийной модели была начата разработка «60-го» семейства автомобилей ГАЗ, имевших компоновку с двумя ведущими мостами — ГАЗ-61, позднее — ГАЗ-64 и ГАЗ-67.
На базе ГАЗ-21 был создан опытный бронеавтомобиль БА-21, представляющий собой фактически трёхосный вариант БА-20.

## Номенклатура
ГАЗ-21 1936 года не имеет отношения к намного более поздней «Волге» ГАЗ-21. Совпадение обозначений является следствием того, что перед Великой Отечественной войной, начиная с модели ГАЗ-11-73, ГАЗ стал использовать новую систему номенклатуры своей продукции, с «обнулением» задействованных индексов. В её рамках число «21» обрело значение: 2 — «семейство легковых автомобилей среднего класса с двигателем рабочим объёмом до 3,5 литров», 1 — «вторая модель семейства» (первая — ГАЗ-20 «Победа»).